# Bahnradsport-Weltmeisterschaften 1898

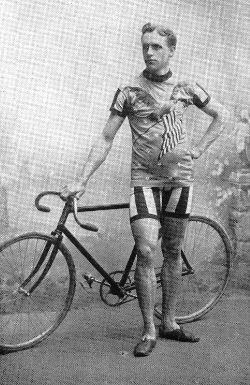
George A. Banker wurde in Wien Weltmeister der Profi-Sprinter.

Die Bahnradsport-Weltmeisterschaften 1898 fanden vom 8. bis 12. September in Wien auf der Prater-Bahn statt. Ausrichter war die International Cyclists Association, eine Vorgänger-Organisation der Union Cycliste Internationale. Während der Austragung der Weltmeisterschaften beunruhigte die Nachricht von der Ermordung von Kaiserin Elisabeth am 10. September das Publikum und kurzzeitig wurde erwogen, die Meisterschaften abzubrechen. Da jedoch viele Fahrer von weit her angereist waren, verzichtete man schließlich lediglich auf Beflaggung und Musik.
Die 100-km-Rennen fanden hinter unmotorisierten Schrittmachermaschinen mit bis zu sechs Sitzen statt, auch Quadrup-, Quintup- und Sextuplets genannt, darunter der sog. „Mulder-Fünfsitzer“. Für diese Mehrsitzer wurde ein eigenes Rennen im Rahmenprogramm angesetzt.
Während der Rennen kam es zu einigen Vorfällen: Zunächst prügelten sich zwei Fahrer im Innenraum, weil der eine den anderen beschuldigte, ihm eine Hose gestohlen zu haben. Beim 100-km-Rennen der Profis sollten zwölf Fahrer an den Start gehen; zu Beginn des Rennens waren aber nur zwei zur Stelle, von denen einer jedoch keine Schrittmacher hatte. Schließlich startete nur ein einziger Fahrer, der Brite Palmer. Auch bei den WM-Rennen der Profi-Sprinter kam es zu Streitereien und Unmutsbekundungen des Publikums. Die Rad-Welt konstatierte: „Am Schluß der Rennen herrschte auf dem Rennplatz schrankenlose Anarchie.“ Nachdem Zuschauer den Innenraum gestürmt hatten, musste die Polizei die Bahn räumen, um die Veranstaltung zu Ende bringen zu können.
Berufsfahrer
| Disziplin                  | Platz | Land                   | Athlet           |
| -------------------------- | ----- | ---------------------- | ---------------- |
| Fliegerrennen über 1 Meile | 1     | Vereinigte Staaten     | George A. Banker |
|                            | 2     | Deutsches Reich        | Franz Verheyen   |
|                            | 3     | Frankreich             | Edmond Jacquelin |
| Steherrennen über 100 km   | 1     | Vereinigtes Königreich | Richard Palmer   |
|                            | 2     |                        |                  |
|                            | 3     |                        |                  |

Amateure
| Disziplin                  | Platz | Land                   | Athlet             |
| -------------------------- | ----- | ---------------------- | ------------------ |
| Fliegerrennen über 1 Meile | 1     | Deutsches Reich        | Paul Albert        |
|                            | 2     | Deutsches Reich        | Ludwig Opel        |
|                            | 3     | Vereinigtes Königreich | Thomas Summersgill |
| Steherrennen über 100 km   | 1     | Vereinigtes Königreich | Albert John Cherry |
|                            | 2     | Deutsches Reich        | Gustav Gräben      |
|                            | 3     | Österreich             | Anton Huneck       |